# Real Club Náutico de Barcelona
El Real Club Náutico de Barcelona (RCNB) es un club náutico español ubicado en Barcelona. 
El RCNB tiene sus instalaciones junto al Puerto de Barcelona, en la calle Muelle de España. Está a 14 km del aeropuerto de El Prat de Llobregat y a 4,5 km de la estación de ferrocarril Barcelona Sants. El acceso por tierra se realiza a través del Muelle de España del Puerto de Barcelona, desde donde se accede a las instalaciones y oficinas del Club Náutico. 

## Historia
Fue fundado el 31 de enero de 1909 por José Enrique de Olano, expresidente del Real Club de Regatas, que tras perder unas elecciones a la presidencia del Real Club de Barcelona (actual Real Club Marítimo de Barcelona) creó un nuevo club.
El RCNB es socio fundador del Comité Internacional del Mediterráneo, de la Asociación Española de Clubes Náuticos y de Sport Cultura Barcelona. También está asociado a la Real Federación Española de Vela, a la Federación Catalana de Vela, a la Real Asociación Nacional de Cruceros, a la Federación Catalana de Motonáutica y a la Asociación de Navegantes Solitarios.

## Actividad deportiva
El RCNB organiza una amplia variedad de competiciones náuticas, entre las que destacan el Trofeo Conde de Godó de Vela, el Trofeo Zegna de Vela, la Regata Freixenet, y la Regata Menorca-Sant Joan (organizada conjuntamente con el Club Marítimo de Mahón), todas incluidas en el Programa Barcelona Sports de Turismo de Barcelona.
También organiza, en colaboración con la compañía de moda y perfumes Puig, la Regata Puig Vela Clásica que se celebra anualmente durante el mes de julio, en aguas de Barcelona. La principal particularidad de la regata es que está reservada para embarcaciones clásicas y tradicionales. La regata es una de las más importantes para veleros clásicos de todas las que se celebran a nivel mundial.
El club cuenta con una escuela de navegación que impulsa la formación de nuevos navegantes, y entre su flota de barcos destacan el Bribón, el Azur de Puig y el Rosalind.

## Puerto
El puerto deportivo se encuentra ubicado en el muelle de España del puerto de Barcelona, lugar donde con posterioridad se han ubicado distintas opciones de ocio y cultura de la ciudad, como el IMAX, el Acuario de Barcelona y el complejo de ocio y locales nocturnos Maremagnum. El puerto sirve como estampa de la cara más marítima de la ciudad, además, el tramo final de la emblemática calle de la ciudad, La Rambla, finaliza en este muelle a través de la pasarela, conocida como Rambla del Mar, que cruza por encima de la bocana de acceso al R.C.N.B. y el R.C.M.B. (Real Club Marítimo de Barcelona).
Colabora con la entidad Fira Barcelona durante la celebración del Salón Náutico Internacional de Barcelona, ya que presta sus amarres para exhibir y atracar una parte de las embarcaciones de la exposición.

### Datos técnicos
Tiene una capacidad para 175 amarres, de los cuales 20 son de alquiler y el resto de propiedad privada, para esloras desde 6 hasta 40 metros, con una superficie abrigada de 1,81 hectáreas y un calado de 8 metros.
| SUPERFICIES                  |                                 |
| ---------------------------- | ------------------------------- |
| Agua abrigada                | 1,81 Ha                         |
| Longitud de muelles          | 265 m.l.                        |
| Longitud de pantalanes       | 387 m.l.                        |
| Longitud de línea de atraque | 505 m.l.                        |
| Ancho de bocana              | 20 m.l.                         |
| Área de maniobras            | 14.250 m²                       |
| Separación entre pantalanes  | Variable (v, esquema en planta) |

Distribución de atraques:
| Tipo     | Eslora  | N.º de atraques | %     |
| -------- | ------- | --------------- | ----- |
| Pantalán | 6 a 8   | 10              | 5,71  |
| Pantalán | 8 a 10  | 35              | 20    |
| Pantalán | 10 a 12 | 59              | 33,71 |
| Pantalán | 12 a 15 | 35              | 20    |
| Pantalán | 15 a 20 | 12              | 6,86  |
| Muelle   | 20 a 40 | 24              | 13,71 |

## Gestión
| ORGANISMO PROPIETARIO | Autoridad Portuaria de Barcelona |
| TIPO DE GESTIÓN       | Concesión Administrativa         |
| CONCESIONARIA         | Real Club Náutico de Barcelona   |

## Premios y galardones
El RCNB ha recibido a lo largo de sus más de 130 años de existencia multitud de premios que avalan su trayectoria como entidad deportiva. Cabe destacar:
- 1999: Placa de Oro de la Real Orden del Mérito Deportivo.
- 2003: Medalla al Mérito Deportivo, categoría de Oro, otorgada por el Ayuntamiento de Barcelona.
- 1998: Ancla de oro de la Real Federación Española de Vela.
- 1997: "Mejor Entidad Deportiva Catalana" por el diario El Mundo Deportivo.
- También ha recibido en numerosas ocasiones la Vela de Oro de la Federación Catalana de Vela.